# Blåregn
Blåregn (Wisteria) er en planteslægt. Her nævnes kun de to mest gængse arter:
| Arter |

- Japansk blåregn (Wisteria floribunda)
- Kinesisk blåregn (Wisteria sinensis)